# Hydraulikpumpe
Die Hydraulikpumpe, auch Hydropumpe genannt, ist ein Bauelement der Hydraulik, das einen nahezu kontinuierlichen Volumenstrom erzeugt. Der Volumenstrom ist bei den meist verwendeten Drehkolbenpumpen von der Drehzahl der Pumpe abhängig und bleibt konstant, wenn durch Widerstände, hervorgerufen durch Drosselstellen, Schaltelemente und Abtriebe, im Hydrauliksystem ein Druck entsteht.

Drehkolbenpumpe

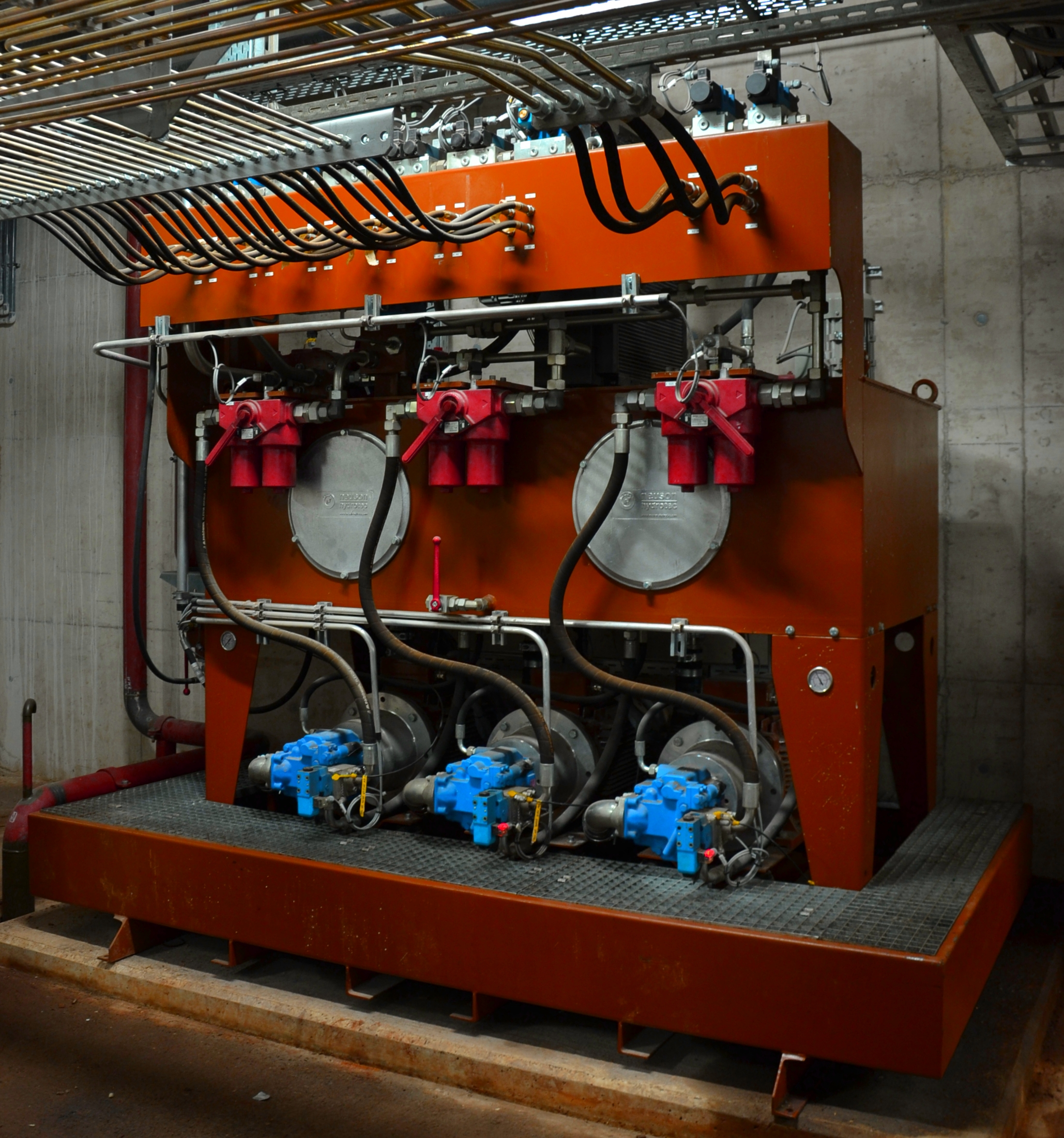
Drei Hydraulikpumpen (blau) aufgebaut unter den Hydraulikölvorratsbehältern

## Bauarten
| Bauart                  | Flügel                                  | Zahnrad                                    | Kolben | Schrauben               |
| Beispiel                | - Flügelzellenpumpe (Drehschieberpumpe) | - Zahnradpumpe (innen oder außen verzahnt) | - Axialkolbenpumpe (Schrägachse oder Schrägscheibe) - Radialkolbenpumpe (innen- oder außenbeaufschlagt) - Hubkolbenpumpe | - Schraubenspindelpumpe |
| Druckbereich [bar]      | 70 – 175                                | 63 – 300                                   | 160 – 700 | 6 – 210                 |
| Drehzahlbereich [1/min] | 950 – 4000                              | 200 – 8000                                 | 30 – 8000 | 500 – 20000             |

## Kreislaufkonzepte

### Offener Kreislauf
Die Hydraulikpumpe saugt Hydraulikflüssigkeit aus einem Tank (dieser kann mit geringem Druck von <2 bar beaufschlagt werden, um die Füllung der Kolbenräume zu gewährleisten) an und fördert dieses Medium in ein Hydrauliksystem. Die unter Druck stehende Hydraulikflüssigkeit kann dann über Leitungen, Schläuche und Ventile zu „Aktoren“ (Hydraulikzylinder, Hydraulikmotoren) geleitet werden und dort Arbeit verrichten.

### Geschlossener Kreislauf
Der hauptsächliche Unterschied zum „offenen Kreislauf“ ist, dass die Hydraulikpumpe direkt mit der vom Aktor (Hydraulikmotor) zurückkommenden Hydraulikflüssigkeit gespeist wird. Die Pumpe ist damit von zwei Seiten „eingespannt“ – von der Saugseite und der Druckseite. Die an der Pumpe und den einzelnen Bauteilen auftretende externe Leckage wird durch eine zusätzliche Speisepumpe kompensiert/ergänzt.
Vorteile des geschlossenen Kreislaufs:
- Aufgrund der Einspannung der Pumpe wird die Eigenfrequenz des Regelsystems erhöht und dadurch sind größere (Verstell-)Geschwindigkeiten möglich
- Der Aufbau ist energetisch günstiger, da nur die externe Leckage ergänzt werden muss und durch den Lastdruck am Pumpeneingang (Sauganschluss) das notwendige Antriebsdrehmoment reduziert wird.
- Man benötigt nur einen kleinen Hydrauliktank für die Speisepumpe.

Nachteile:
- Der Sauganschluss der Pumpe muss konstruktiv so ausgelegt sein, dass er den maximal zulässigen Lastdruck aushält. Dadurch ist eine Strömungsoptimierung des Saugkanals nur bedingt möglich.
- Die Entgasung des Hydrauliköls kann durch den kleinen Tank behindert werden